# Mónica Messa
Mónica Messa López (Madrid, 7 de octubre de 1966) es una exjugadora española de baloncesto y campeona de Europa en 1993 con la selección española.  

## Trayectoria
Jugaba en la posición de escolta y fue profesional durante 15 años. Con la selección española fue internacional 185 veces y participó en los Juegos Olímpicos de 1992 en Barcelona, siendo la capitana del equipo. En 1993 en Perugia formó parte del equipo que se proclamó campeón de Europa en el Eurobasket, en el que también estuvieron Carolina Mújica, Wonny Geuer y Paloma Sánchez. Fue la primera medalla para el baloncesto español.
El equipo ganador se consideró deudor de sus antecesoras, cogiendo el relevo de Rocío Jiménez, Rosa Castillo, Ana Yunyer, Elvira Gras, Celia García y otras, y las jugadoras como Messa quisieron pasar el testigo a la siguiente generación, para no romper la cadena, aún sabiendo que en España las baloncestistas profesionales no tienen asegurado el futuro, a diferencia de ellos.
Estudió Ingeniería Técnica Informática si bien, tras retirarse como jugadora profesional, ha desarrollado su carrera en torno a este deporte, en la creación, organización y producción audiovisual de eventos deportivos y programas de televisión. También es entrenadora de baloncesto en categorías de formación y ponente en cursos de formación para empresas relativos a la gestión de equipos.  
En 2016 se incorporó como entrenador de cantera y fue nombrada directora del Cref, equipo infantil femenino del club madrileño que cuenta con equipo en la Liga Femenina, el Cref ¡Hola!.  El objetivo es mejorar el rendimiento y resultado de las jugadoras que están llamadas a ser el futuro del equipo del Canal de Isabel II.
Le fue otorgada la medalla de plata de la  Real Orden del Mérito Deportivo.

## Selección española
- Eurobasket 1993 ( Peruggia)